# Campionat d'Europa de bàsquet masculí de 2015
El XXXVIII Campionat Europeu de bàsquet masculí va ser celebrat a diferents llocs d'Europa. La fase de grups es disputà a quatre ciutats, Berlín (Alemanya), Zagreb (Croàcia), Riga (Letònia) i Montpeller (França), mentre que la fase final es jugà a Lilla (França). Inicialment el país amfitrió havia de ser Ucraïna però, després de l'esclat de la Guerra al Donbàs, es va decidir repartir l'organització de l'esdeveniment. En aquesta edició l'equip de França fou el defensor del títol.

## Grups
El Campionat el disputaren 24 seleccions: les 4 amfitriones de la fase de grups, les 8 que ja estaven classificades per al Mundobasket i les 12 restants després de superar 2 fases de classificació
|                             | Grup A                                     | Grup B                            | Grup C                                   | Grup D                  |
| --------------------------- | ------------------------------------------ | --------------------------------- | ---------------------------------------- | ----------------------- |
| Amfitrions                  | França                                     | Alemanya                          | Croàcia                                  | Letònia                 |
| Classificats per al Mundial | Finlàndia                                  | Espanya (amfitrió) Sèrbia Turquia | Eslovènia Grècia                         | Lituània Ucraïna        |
| Fase de classificació       | Bòsnia i Hercegovina Israel Polònia Rússia | Islàndia Itàlia                   | Geòrgia Macedònia del Nord Països Baixos | Bèlgica Estònia Txèquia |

## Seus
| Berlín            | Zagreb            | Riga              | Montpeller        | Lilla               |
| ----------------- | ----------------- | ----------------- | ----------------- | ------------------- |
| O₂ World          | Arena Zagreb      | Arena Riga        | Park&Suites Arena | Stade Pierre-Mauroy |
| Capacitat: 14.500 | Capacitat: 16.500 | Capacitat: 12.500 | Capacitat: 10.700 | Capacitat: 27.000   |

## Fase de grups[4]
Els quatre primers equips classificats de cada grup passaren a jugar la fase final del torneig a Lilla.

### Grup A
| Equip                | J | G | P | PF  | PC  | DIF |
| -------------------- | - | - | - | --- | --- | --- |
| França               | 5 | 5 | 0 | 407 | 335 | +72 |
| Israel               | 5 | 3 | 2 | 375 | 384 | -9  |
| Polònia              | 5 | 3 | 2 | 367 | 352 | +15 |
| Finlàndia            | 5 | 2 | 3 | 387 | 392 | -5  |
| Rússia               | 5 | 1 | 4 | 379 | 374 | +5  |
| Bòsnia i Hercegovina | 5 | 1 | 4 | 324 | 402 | -78 |

#### Resultats
| Data  | Hora  | Partit               | Partit | Partit               | Resultat |
| ----- | ----- | -------------------- | ------ | -------------------- | -------- |
| 05.09 | 15:00 | Polònia              | -      | Bòsnia i Hercegovina | 68-64    |
| 05.09 | 17:30 | Israel               | -      | Rússia               | 76-73    |
| 05.09 | 21:00 | França               | -      | Finlàndia            | 97-87    |
| 06.09 | 15:00 | Rússia               | -      | Polònia              | 79-82    |
| 06.09 | 17:30 | Finlàndia            | -      | Israel               | 66-79    |
| 06.09 | 21:00 | Bòsnia i Hercegovina | -      | França               | 54-81    |
| 07.09 | 15:00 | Finlàndia            | -      | Rússia               | 81-79    |
| 07.09 | 17:30 | Israel               | -      | Bòsnia i Hercegovina | 84-86    |
| 07.09 | 21:00 | França               | -      | Polònia              | 69-66    |
| 09.09 | 15:00 | Bòsnia i Hercegovina | -      | Finlàndia            | 59-88    |
| 09.09 | 17:30 | Polònia              | -      | Israel               | 73-75    |
| 09.09 | 21:00 | Rússia               | -      | França               | 67-74    |
| 10.09 | 15:00 | Finlàndia            | -      | Polònia              | 65-78    |
| 10.09 | 17:30 | Bòsnia i Hercegovina | -      | Rússia               | 61-81    |
| 10.09 | 21:00 | Israel               | -      | França               | 61-86    |

Tots els partits a l'hora local de Montpeller (UTC+1).

### Grup B
| Equip    | J | G | P | PF  | PC  | DIF |
| -------- | - | - | - | --- | --- | --- |
| Sèrbia   | 5 | 5 | 0 | 433 | 354 | +79 |
| Espanya  | 5 | 3 | 2 | 448 | 411 | +37 |
| Itàlia   | 5 | 3 | 2 | 434 | 434 | +0  |
| Turquia  | 5 | 3 | 2 | 429 | 459 | -30 |
| Alemanya | 5 | 1 | 4 | 370 | 379 | -9  |
| Islàndia | 5 | 0 | 5 | 368 | 445 | -77 |

#### Resultats
| Data  | Hora  | Partit   | Partit | Partit   | Resultat |
| ----- | ----- | -------- | ------ | -------- | -------- |
| 05.09 | 15:00 | Alemanya | -      | Islàndia | 71-65    |
| 05.09 | 18:00 | Espanya  | -      | Sèrbia   | 70-80    |
| 05.09 | 21:00 | Itàlia   | -      | Turquia  | 87-89    |
| 06.09 | 15:00 | Sèrbia   | -      | Alemanya | 68-66    |
| 06.09 | 18:00 | Islàndia | -      | Itàlia   | 64-71    |
| 06.09 | 21:00 | Turquia  | -      | Espanya  | 77-104   |
| 08.09 | 14:30 | Sèrbia   | -      | Islàndia | 93-64    |
| 08.09 | 17:45 | Alemanya | -      | Turquia  | 75-80    |
| 08.09 | 21:00 | Espanya  | -      | Itàlia   | 98-105   |
| 09.09 | 14:30 | Turquia  | -      | Sèrbia   | 72-91    |
| 09.09 | 17:45 | Itàlia   | -      | Alemanya | 89-82    |
| 09.09 | 21:00 | Islàndia | -      | Espanya  | 73-99    |
| 10.09 | 14:30 | Sèrbia   | -      | Itàlia   | 101-82   |
| 10.09 | 17:45 | Alemanya | -      | Espanya  | 76-77    |
| 10.09 | 21:00 | Turquia  | -      | Islàndia | 111-102  |

Tots els partits a l'hora local de Berlín (UTC+1).

### Grup C
| Equip              | J | G | P | PF  | PC  | DIF |
| ------------------ | - | - | - | --- | --- | --- |
| Grècia             | 5 | 5 | 0 | 387 | 340 | +47 |
| Croàcia            | 5 | 3 | 2 | 359 | 343 | +16 |
| Eslovènia          | 5 | 3 | 2 | 367 | 356 | +11 |
| Geòrgia            | 5 | 2 | 3 | 369 | 364 | +5  |
| Països Baixos      | 5 | 1 | 4 | 355 | 377 | -22 |
| Macedònia del Nord | 5 | 1 | 4 | 324 | 381 | -57 |

#### Resultats
| Data  | Hora  | Partit             | Partit | Partit             | Resultat |
| ----- | ----- | ------------------ | ------ | ------------------ | -------- |
| 05.09 | 15:00 | Geòrgia            | -      | Països Baixos      | 72-73    |
| 05.09 | 18:00 | Macedònia del Nord | -      | Grècia             | 65-85    |
| 05.09 | 21:00 | Croàcia            | -      | Eslovènia          | 80-73    |
| 06.09 | 15:00 | Països Baixos      | -      | Macedònia del Nord | 71-78    |
| 06.09 | 18:00 | Eslovènia          | -      | Geòrgia            | 79-68    |
| 06.09 | 21:00 | Grècia             | -      | Croàcia            | 72-70    |
| 08.09 | 15:00 | Eslovènia          | -      | Països Baixos      | 81-74    |
| 08.09 | 18:00 | Geòrgia            | -      | Grècia             | 68-79    |
| 08.09 | 21:00 | Croàcia            | -      | Macedònia del Nord | 73-55    |
| 09.09 | 15:00 | Grècia             | -      | Eslovènia          | 80-67    |
| 09.09 | 18:00 | Macedònia del Nord | -      | Geòrgia            | 75-90    |
| 09.09 | 21:00 | Països Baixos      | -      | Croàcia            | 72-78    |
| 10.09 | 15:00 | Eslovènia          | -      | Macedònia del Nord | 62-51    |
| 10.09 | 18:00 | Geòrgia            | -      | Croàcia            | 71-58    |
| 10.09 | 21:00 | Grècia             | -      | Països Baixos      | 68-65    |

Tots els partits a l'hora local de Zagreb (UTC+1).

### Grup D
| Equip    | J | G | P | PF  | PC  | DIF |
| -------- | - | - | - | --- | --- | --- |
| Lituània | 5 | 4 | 1 | 360 | 336 | +24 |
| Letònia  | 5 | 3 | 2 | 348 | 339 | +9  |
| Txèquia  | 5 | 3 | 2 | 370 | 342 | +28 |
| Bèlgica  | 5 | 3 | 2 | 370 | 344 | +26 |
| Estònia  | 5 | 1 | 4 | 316 | 374 | -58 |
| Ucraïna  | 5 | 1 | 4 | 349 | 378 | -29 |

#### Resultats
| Data  | Hora  | Partit   | Partit | Partit   | Resultat |
| ----- | ----- | -------- | ------ | -------- | -------- |
| 05.09 | 15:30 | Txèquia  | -      | Estònia  | 80-57    |
| 05.09 | 18:30 | Bèlgica  | -      | Letònia  | 67-78    |
| 05.09 | 21:30 | Lituània | -      | Ucraïna  | 69-68    |
| 06.09 | 15:30 | Estònia  | -      | Bèlgica  | 55-84    |
| 06.09 | 18:30 | Lituània | -      | Letònia  | 68-49    |
| 06.09 | 21:30 | Ucraïna  | -      | Txèquia  | 64-78    |
| 07.09 | 15:30 | Lituània | -      | Bèlgica  | 74-76    |
| 07.09 | 18:30 | Txèquia  | -      | Letònia  | 65-72    |
| 07.09 | 21:30 | Ucraïna  | -      | Estònia  | 71-78    |
| 09.09 | 15:30 | Bèlgica  | -      | Txèquia  | 64-66    |
| 09.09 | 18:30 | Letònia  | -      | Ucraïna  | 74-75    |
| 09.09 | 21:30 | Estònia  | -      | Lituània | 62-64    |
| 10.09 | 15:30 | Ucraïna  | -      | Bèlgica  | 71-79    |
| 10.09 | 18:30 | Letònia  | -      | Estònia  | 64-75    |
| 10.09 | 21:30 | Txèquia  | -      | Lituània | 81-85    |

Tots els partits a l'hora local de Riga (UTC+1).

## Fase Final
Tots els partits a l'hora local de Lilla (UTC+1).

### Vuitens de final
| Data  | Hora  | Partit   | Partit | Partit    | Resultat |
| ----- | ----- | -------- | ------ | --------- | -------- |
| 12.09 | 12:00 | Letònia  | -      | Eslovènia | 73-66    |
| 12.09 | 14:30 | Grècia   | -      | Bèlgica   | 75-54    |
| 12.09 | 18:30 | Espanya  | -      | Polònia   | 80-66    |
| 12.09 | 21:00 | França   | -      | Turquia   | 76-53    |
| 13.09 | 12:00 | Croàcia  | -      | Txèquia   | 59-80    |
| 13.09 | 14:30 | Sèrbia   | -      | Finlàndia | 94-81    |
| 13.09 | 18:30 | Israel   | -      | Itàlia    | 52-82    |
| 13.09 | 21:00 | Lituània | -      | Geòrgia   | 85-81    |

### Quarts de final
| Data  | Hora  | Partit  | Partit | Partit   | Resultat |
| ----- | ----- | ------- | ------ | -------- | -------- |
| 15.09 | 18:30 | Espanya | -      | Grècia   | 73-71    |
| 15.09 | 21:00 | França  | -      | Letònia  | 84-70    |
| 16.09 | 18:30 | Sèrbia  | -      | Txèquia  | 89-75    |
| 16.09 | 21:00 | Itàlia  | -      | Lituània | 85-95    |

### Semifinals
| Data  | Hora  | Partit  | Partit | Partit   | Resultat |
| ----- | ----- | ------- | ------ | -------- | -------- |
| 17.09 | 21:00 | Espanya | -      | França   | 80-75    |
| 18.09 | 21:00 | Sèrbia  | -      | Lituània | 64-67    |

### Cinquè i setè lloc
| Data  | Hora  | Partit  | Partit | Partit  | Resultat |
| ----- | ----- | ------- | ------ | ------- | -------- |
| 17.09 | 16:00 | Grècia  | -      | Letònia | 97-90    |
| 17.09 | 18:30 | Txèquia | -      | Itàlia  | 70-85    |

#### Setè lloc
| Data  | Hora  | Partit  | Partit | Partit  | Resultat |
| ----- | ----- | ------- | ------ | ------- | -------- |
| 18.09 | 18:30 | Letònia | -      | Txèquia | 70-97    |

### Tercer lloc
| Data  | Hora  | Partit | Partit | Partit | Resultat |
| ----- | ----- | ------ | ------ | ------ | -------- |
| 20.09 | 14:00 | França | -      | Sèrbia | 81-68    |

### Final
| Data  | Hora  | Partit  | Partit | Partit   | Resultat |
| ----- | ----- | ------- | ------ | -------- | -------- |
| 20.09 | 19:00 | Espanya | -      | Lituània | 80-63    |

## Quadre Resum
|  | Vuitens de final | Vuitens de final |                |    | Quarts de final | Quarts de final |                |                | Semifinals | Semifinals |  |  | Final | Final |
|  |                  |                  |                |    |                 |                 |                |                |            |            |  |  |       |       |
|  | 12 de setembre   |                  |                |    |                 |                 |                |                |            |            |  |  |       |       |
|  |                  |                  |                |    |                 |                 |                |                |            |            |  |  |       |       |
|  | Espanya          | 80               |                |    |                 |                 |                |                |            |            |  |  |       |       |
|  | Espanya          | 80               | 15 de setembre |    |                 |                 |                |                |            |            |  |  |       |       |
|  | Polònia          | 66               |                |    |                 |                 |                |                |            |            |  |  |       |       |
|  | Polònia          | 66               | Espanya        | 75 |                 |                 |                |                |            |            |  |  |       |       |
|  | 12 de setembre   |                  | Espanya        | 75 |                 |                 |                |                |            |            |  |  |       |       |
|  |                  | Grècia           | 71             |    |                 |                 |                |                |            |            |  |  |       |       |
|  | Grècia           | Grècia           | 71             | 75 |                 |                 |                |                |            |            |  |  |       |       |
|  | Grècia           |                  | 17 de setembre | 75 |                 |                 |                |                |            |            |  |  |       |       |
|  | Bèlgica          | 54               |                |    |                 |                 |                |                |            |            |  |  |       |       |
|  | Bèlgica          | 54               | Espanya        | 85 |                 |                 |                |                |            |            |  |  |       |       |
|  | 12 de setembre   |                  | Espanya        | 85 |                 |                 |                |                |            |            |  |  |       |       |
|  |                  | França           | 75             |    |                 |                 |                |                |            |            |  |  |       |       |
|  | França           | França           | 75             | 76 |                 |                 |                |                |            |            |  |  |       |       |
|  | França           | 15 de setembre   |                | 76 |                 |                 |                |                |            |            |  |  |       |       |
|  | Turquia          | 53               |                |    |                 |                 |                |                |            |            |  |  |       |       |
|  | Turquia          | 53               | França         | 84 |                 |                 |                |                |            |            |  |  |       |       |
|  | 12 de setembre   |                  | França         | 84 |                 |                 |                |                |            |            |  |  |       |       |
|  |                  | Letònia          | 70             |    |                 |                 |                |                |            |            |  |  |       |       |
|  | Letònia          | Letònia          | 70             | 73 |                 |                 |                |                |            |            |  |  |       |       |
|  | Letònia          |                  | 20 de setembre | 73 |                 |                 |                |                |            |            |  |  |       |       |
|  | Eslovènia        | 66               |                |    |                 |                 |                |                |            |            |  |  |       |       |
|  | Eslovènia        | 66               | Espanya        | 80 |                 |                 |                |                |            |            |  |  |       |       |
|  | 13 de setembre   |                  | Espanya        | 80 |                 |                 |                |                |            |            |  |  |       |       |
|  |                  | Lituània         | 63             |    |                 |                 |                |                |            |            |  |  |       |       |
|  | Sèrbia           | Lituània         | 63             | 94 |                 |                 |                |                |            |            |  |  |       |       |
|  | Sèrbia           | 16 de setembre   |                | 94 |                 |                 |                |                |            |            |  |  |       |       |
|  | Finlàndia        | 81               |                |    |                 |                 |                |                |            |            |  |  |       |       |
|  | Finlàndia        | 81               | Sèrbia         | 89 |                 |                 |                |                |            |            |  |  |       |       |
|  | 13 de setembre   |                  | Sèrbia         | 89 |                 |                 |                |                |            |            |  |  |       |       |
|  |                  | Txèquia          | 75             |    |                 |                 |                |                |            |            |  |  |       |       |
|  | Croàcia          | Txèquia          | 75             | 59 |                 |                 |                |                |            |            |  |  |       |       |
|  | Croàcia          |                  | 18 de setembre | 59 |                 |                 |                |                |            |            |  |  |       |       |
|  | Txèquia          | 80               |                |    |                 |                 |                |                |            |            |  |  |       |       |
|  | Txèquia          | 80               | Sèrbia         | 64 |                 |                 |                |                |            |            |  |  |       |       |
|  | 13 de setembre   |                  | Sèrbia         | 64 |                 |                 |                |                |            |            |  |  |       |       |
|  |                  | Lituània         | 67             |    | Tercer lloc     | Tercer lloc     |                |                |            |            |  |  |       |       |
|  | Israel           | Lituània         | 67             | 52 | Tercer lloc     | Tercer lloc     |                |                |            |            |  |  |       |       |
|  | Israel           | 16 de setembre   | 16 de setembre | 52 |                 |                 | 20 de setembre | 20 de setembre |            |            |  |  |       |       |
|  | Itàlia           | 16 de setembre   | 16 de setembre | 82 |                 |                 | 20 de setembre | 20 de setembre |            |            |  |  |       |       |
|  | Itàlia           | Itàlia           | 85             | 82 | França          | 81              |                |                |            |            |  |  |       |       |
|  | 13 de setembre   | Itàlia           | 85             |    | França          | 81              |                |                |            |            |  |  |       |       |
|  |                  | Lituània         | 95             |    | Sèrbia          | 68              |                |                |            |            |  |  |       |       |
|  | Lituània         | Lituània         | 95             | 85 | Sèrbia          | 68              |                |                |            |            |  |  |       |       |
|  | Lituània         |                  |                | 85 |                 |                 |                |                |            |            |  |  |       |       |
|  | Geòrgia          | 81               |                |    |                 |                 |                |                |            |            |  |  |       |       |
|  | Geòrgia          | 81               |                |    |                 |                 |                |                |            |            |  |  |       |       |

## Classificació final[5]
| 1. Espanya               |
| 2. Lituània              |
| 3. França                |
| 4. Sèrbia                |
| 5. Grècia                |
| 6. Itàlia                |
| 7. Txèquia               |
| 8. Letònia               |
| 9. Croàcia               |
| 10. Israel               |
| 11. Polònia              |
| 12. Eslovènia            |
| 13. Bèlgica              |
| 14. Turquia              |
| 15. Geòrgia              |
| 16. Finlàndia            |
| 17. Rússia               |
| 18. Alemanya             |
| 19. Macedònia del Nord   |
| 20. Estònia              |
| 21. Països Baixos        |
| 22. Ucraïna              |
| 23. Bòsnia i Hercegovina |
| 24. Islàndia             |

## Trofeus Individuals
| MVP               |
| Espanya Pau Gasol |

### Màxims anotadors del torneig[7]
|    | Jugador            | Punts | Partits | Punts per partit |
| -- | ------------------ | ----- | ------- | ---------------- |
| 1  | Pau Gasol          | 230   | 9       | 25,6             |
| 2  | Dennis Schröder    | 105   | 5       | 21,0             |
| 3  | Jan Vesely         | 174   | 9       | 19,3             |
| 4  | Danilo Gallinari   | 143   | 8       | 17,9             |
| 5  | Alessandro Gentile | 134   | 8       | 16,8             |
| 6  | Omri Casspi        | 82    | 5       | 16,4             |
| 7  | Marco Belinelli    | 114   | 7       | 16,3             |
| 8  | Charlon Kloof      | 81    | 5       | 16,2             |
| 9  | Jonas Valanciunas  | 128   | 8       | 16,0             |
| 10 | Kyrylo Fesenko     | 80    | 5       | 16,0             |

## Quatre primers classificats
- Medalla d'or:  Espanya[8]

Pau Gasol, Rudy Fernández, Sergio Rodríguez, Guillermo Hernangómez, Pau Ribas, Felipe Reyes, Victor Claver, Fernando San Emeterio, Sergio Llull, Pablo Aguilar, Nikola Mirotic, Guillem Vives. Entrenador: Sergio Scariolo
- Medalla d'argent:  Lituània[9]

Mantas Kalnietis, Deividas Gailius, Jonas Maciulis, Renaldas Seibutis, Domantas Sabonis, Antanas Kavaliauskas, Paulius Jankunas, Robertas Javtokas, Jonas Valanciunas, Mindaugas Kuzminskas, Arturas Milaknis, Lukas Lekavicius. Entrenador: Jonas Kazlauskas
- Medalla de bronze:  França[10]

Léo Westermann, Nicolas Batum, Joffrey Lauvergne, Charles Kahudi, Tony Parker, Evan Fournier, Florent Piétrus, Nando de Colo, Boris Diaw, Mickeale Gelabale, Rudy Gobert, Mouhammadou Jaiteh. Entrenador: Vincent Collet
- Quart lloc:  Sèrbia[11]

Milos Teodosic, Marko Simonovic, Ognjen Kuzmic, Bogdan Bogdanovic, Nemanja Bjelica, Stefan Markovic, Nikola Kalinic, Nemanja Nedovic, Dragan Milosavljevic, Miroslav Raduljica, Zoran Erceg, Nikola Milutinov. Entrenador: Aleksandar Djordjevic